# Montello (Wisconsin)
Montello és una població dels Estats Units a l'estat de Wisconsin. Segons el cens del 2000 tenia 1.397 habitants.

## Demografia
Segons el cens del 2000, Montello tenia 1.397 habitants, 591 habitatges, i 348 famílies. La densitat de població era de 282,4 habitants per km².
Dels 591 habitatges en un 27,9% hi vivien nens de menys de 18 anys, en un 47,5% hi vivien parelles casades, en un 8% dones solteres, i en un 41,1% no eren unitats familiars. En el 37,2% dels habitatges hi vivien persones soles el 20,1% de les quals corresponia a persones de 65 anys o més que vivien soles. El nombre mitjà de persones vivint en cada habitatge era de 2,25 i el nombre mitjà de persones que vivien en cada família era de 2,96.
Per edats la població es repartia de la següent manera: un 23,7% tenia menys de 18 anys, un 7,5% entre 18 i 24, un 26,3% entre 25 i 44, un 20,2% de 45 a 60 i un 22,3% 65 anys o més.
L'edat mediana era de 40 anys. Per cada 100 dones de 18 o més anys hi havia 95,6 homes.
La renda mediana per habitatge era de 32.500 $ i la renda mediana per família de 43.625 $. Els homes tenien una renda mediana de 29.438 $ mentre que les dones 21.375 $. La renda per capita de la població era de 15.676 $. Aproximadament el 5,4% de les famílies i el 9,2% de la població estaven per davall del llindar de pobresa.

## Poblacions més properes
El següent diagrama mostra les poblacions més properes.